# Liste des aires protégées du Belize
Cette liste recense les aires protégées du Belize, c'est-à-dire – selon la définition de l'UICN – « des espaces géographiques clairement définis, reconnus, dédiés et gérés, par des moyens légaux ou autres, afin de favoriser la conservation à long terme de la nature et des services écosystémiques et des valeurs culturelles qui y sont liés ».

## Parcs nationaux

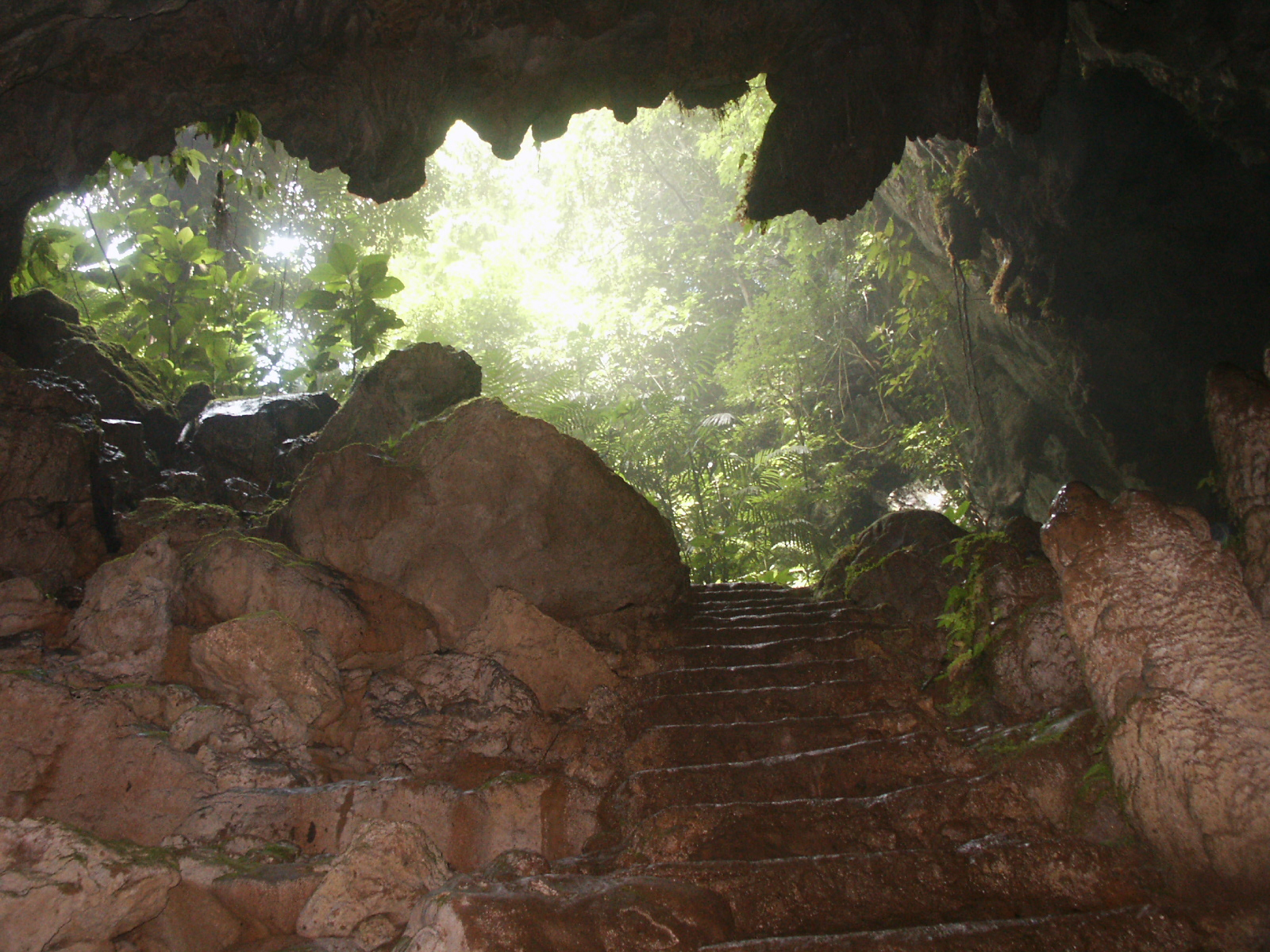
Grotte à St. Herman.

Au Belize, les parcs nationaux sont des zones conçues pour la protection et la préservation des caractéristiques naturelles et esthétiques d'importance nationale pour le bénéfice et la jouissance de la population. Il s'agit donc de zones de tourisme récréatif et de protection de l'environnement. Les parcs nationaux sont classés en vertu de la loi de 1981 sur le système des parcs nationaux (National Parks System Act). Ils sont administrés par le département des forêts et gérés dans le cadre d'accords de partenariat avec des organisations non gouvernementales communautaires.
| Nom                           | District              | Surface (ha) | IUCN | Création | Notes                       |
| ----------------------------- | --------------------- | ------------ | ---- | -------- | --------------------------- |
| Aguas Turbias                 | Orange Walk           | 3 622 ha     | II   | 1994     | [ 3 ]                       |
| Bacalar Chico (en)            | Belize                | 11 391 ha    | V    | 1996     | [ 4 ]                       |
| Billy Barquedier              | Stann Creek           | 607 ha       | II   | 2001     | [ 5 ]                       |
| Chiquibul                     | Cayo                  | 115 715 ha   | II   | 1991     | [ 6 ]                       |
| Five Blues Lake               | Cayo                  | 1 720 ha     | II   | 1994     | [ 7 ]                       |
| Gra Gra Lagoon                | Stann Creek           | 484 ha       | II   | 2002     | [ 8 ]                       |
| Guanacaste                    | Cayo                  | 20 ha        | II   | 1990     | Le plus petit parc du pays, |
| Honey Camp                    | Corozal / Orange Walk | 3 145 ha     | II   | 2001     | [ 11 ]                      |
| Caye Laughing Bird            | Stann Creek           | 4 000 ha     | II   | 1996     | Parc marin,                 |
| Mayflower Bocawina (en)       | Stann Creek           | 3 062 ha     | II   | 2001     | [ 14 ]                      |
| Melinda                       | Stann Creek           | 34 ha        | II   | 2011     | [ 15 ]                      |
| Monkey Bay                    | Belize                | 911 ha       | II   | 1994     | [ 16 ]                      |
| Nojkaaxmeen Eligio Panti (en) | Cayo                  | 5 716 ha     | II   | 2001     | [ 17 ]                      |
| Payne's Creek (en)            | Toledo                | 15 249 ha    | II   | 1994     | [ 18 ]                      |
| Peccary Hills                 | Belize                | 4 348 ha     | II   | 2007     | [ 19 ]                      |
| Río Blanco                    | Toledo                | 40 ha        | II   | 1994     | [ 20 ]                      |
| Trou bleu de St Herman (en)   | Cayo                  | 232 ha       | II   | 1986     | [ 21 ]                      |
| Temash-Sarstoon (en)          | Toledo                | 16 592 ha    | II   | 1994     | Site Ramsar                 |

## Monuments naturels

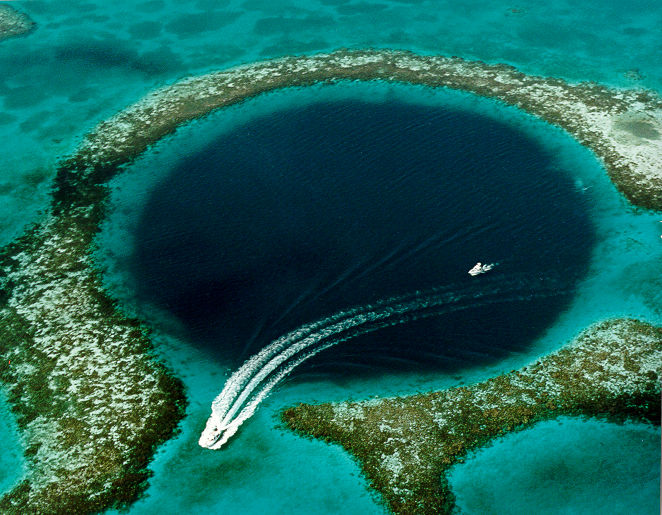
Le Grand Trou bleu.

Un monument naturel est désigné pour la préservation de caractéristiques géographiques uniques du paysage. La désignation est principalement basée sur la grande valeur paysagère d'un élément, mais peut également être considérée comme un point de repère culturel qui représente ou contribue à l'identité nationale. Les monuments naturels sont classés en vertu de la loi de 1981 sur le système des parcs nationaux ; les monuments marins relèvent en outre de la loi sur la pêche. Sur les cinq monuments naturels que compte le pays, trois sont terrestres et administrés par le département des forêts, tandis que les deux autres sont marins et relèvent de l'autorité du département de la pêche.
| Nom                        | District    | Surface (ha) | IUCN | Création | Notes          |
| -------------------------- | ----------- | ------------ | ---- | -------- | -------------- |
| Actun Tunichil Muknal (en) | Cayo        | 184 ha       | Ia   | 2004     | [ 23 ]         |
| Grand Trou Bleu            | Belize      | 414 ha       | III  | 1996     | monument marin |
| Caye Half Moon             | Belize      | 3 954 ha     | II   | 1985     | monument marin |
| Thousand Foot Falls (en)   | Cayo        | 522 ha       | III  | 2004     | [ 26 ]         |
| Pic Victoria               | Stann Creek | 1 962 ha     | III  | 1998     | [ 27 ]         |

## Réserves naturelles

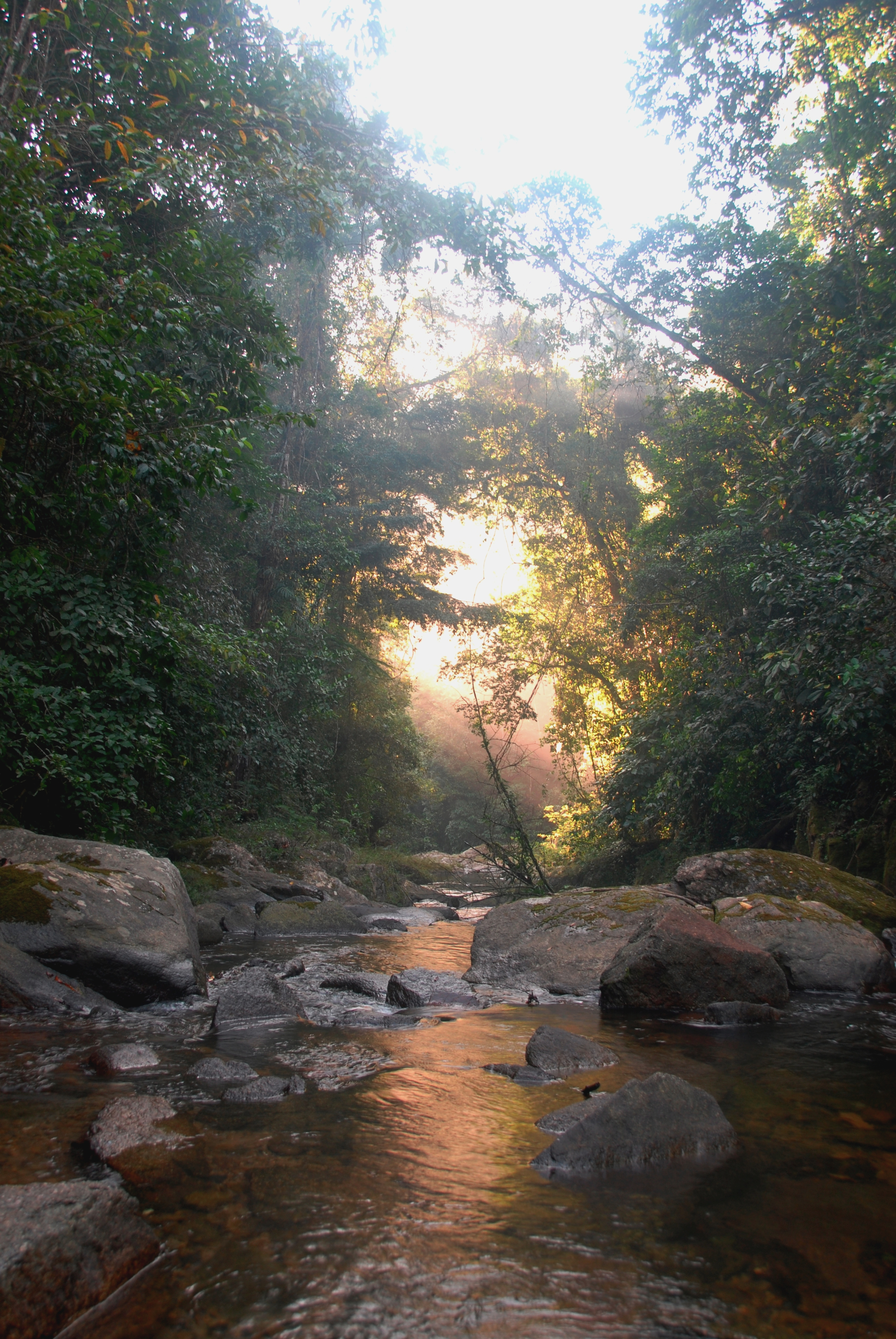
Dans la réserve naturelle de Bladen.

Les réserves naturelles du pays bénéficient du niveau de protection le plus élevé dans le cadre du plan national des zones protégées. Cette désignation est créée pour la protection stricte des communautés biologiques ou des écosystèmes, et le maintien des processus naturels dans un état non perturbé. Il s'agit généralement d'écosystèmes vierges et sauvages.
Les réserves naturelles sont régies par la loi sur le système des parcs nationaux de 1981. Il s'agit de la désignation la plus stricte de toutes les catégories du système national de zones protégées du pays, l'exploitation extractive et l'accès au tourisme étant interdits. Des permis sont nécessaires pour pénétrer dans la zone et sont réservés aux chercheurs. Les réserves naturelles sont placées sous l'autorité du département des forêts.La plus ancienne d'entre elles, la réserve naturelle de Bladen, constitue la pièce maîtresse du corridor biologique des monts Maya et est considérée comme l'une des zones les plus riches en biodiversité et les plus uniques sur le plan topographique au sein du hotspot de biodiversité méso-américain.
| Nom                  | District    | Surface (ha) | IUCN | Création | Notes                                                          |
| -------------------- | ----------- | ------------ | ---- | -------- | -------------------------------------------------------------- |
| Bladen (en)          | Toledo      | 40 337 ha    | Ia   | 1990     | [ 28 ]                                                         |
| Canal de Burdon (en) | Belize      | 1 969 ha     | Ia   | 1992     | [ 29 ]                                                         |
| Hopkins Wetlands     | Stann Creek | 634 ha       |      | 2010     | [ 30 ]                                                         |
| Tapir Mountain (en)  | Cayo        | 2 544 ha     | II   | 2004     | Anciennement connu sous le nom de Society Hall Nature Reserve, |

## Sanctuaires de la vie sauvage

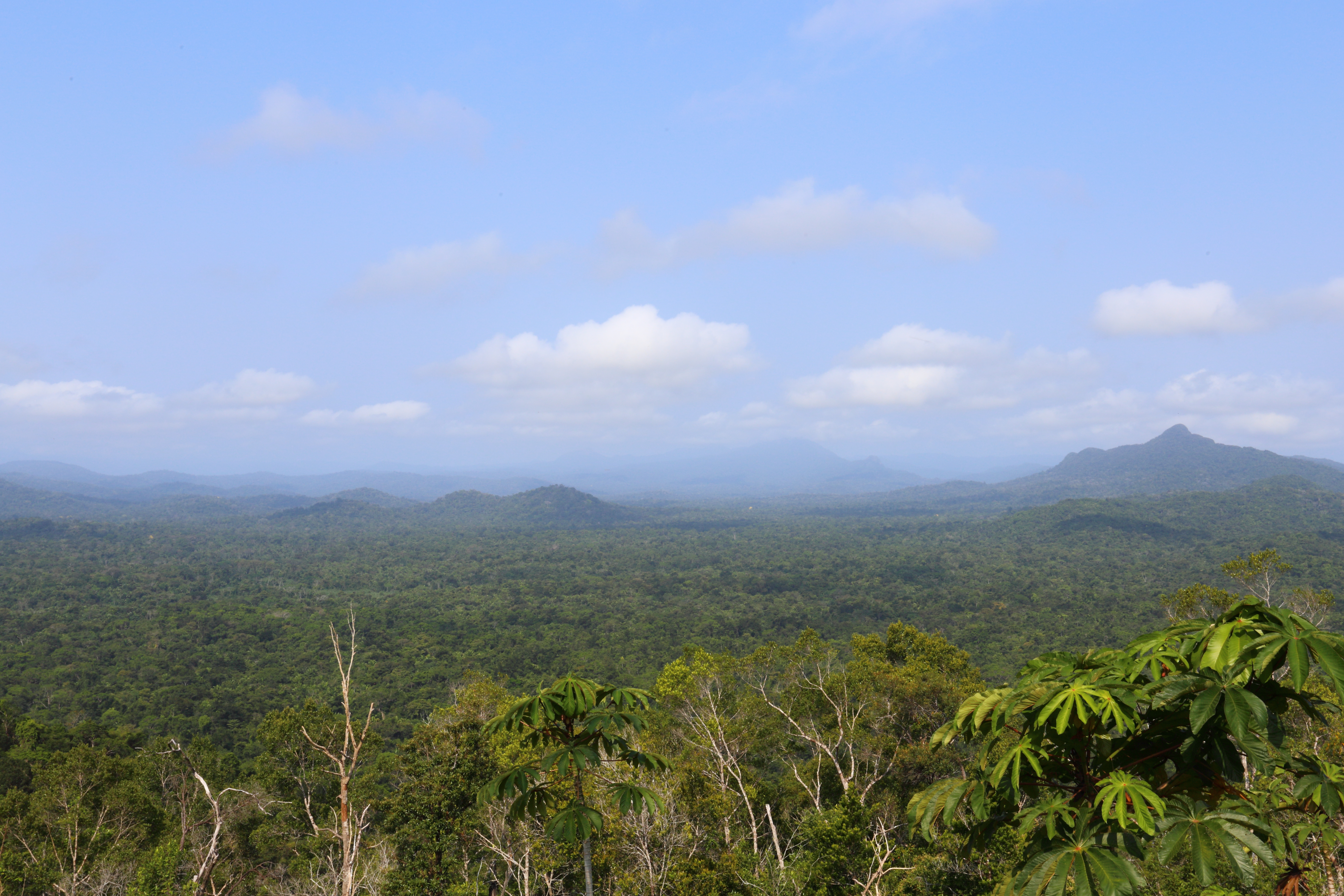
Cockscomb Basin.

Les sanctuaires de la vie sauvage (Wildlife sanctuary) sont créés pour préserver une espèce clé de l'écosystème. En préservant une zone suffisante pour leur permettre de vivre, de nombreuses autres espèces bénéficient également de la protection dont elles ont besoin.
Les sanctuaires sont classés dans le National Parks System Act de 1981 et relèvent de la responsabilité du département des forêts. Il existe actuellement huit sanctuaires de faune et de flore. Deux des sanctuaires suivants sont considérés comme des zones marines protégées et peuvent également faire l'objet d'accords de collaboration avec le département de la pêche.
| Nom                             | District             | Surface (ha) | IUCN | Création | Notes                  |
| ------------------------------- | -------------------- | ------------ | ---- | -------- | ---------------------- |
| Aguacaliente                    | Toledo               | 2 223 ha     | IV   | 1998     | terrestre              |
| Caye Swallow                    | Belize               | 3 631 ha     | IV   | 2002     | marin                  |
| Bassin Cockscomb                | Toledo / Stann Creek | 35 336 ha    | IV   | 1984     | terrestre              |
| Corozal Bay                     | Belize / Corozal     | 73 049 ha    | IV   | 1998     | marin                  |
| Crooked Tree (en)               | Belize / Orange Walk | 16 712 ha    | IV   | 1984     | Site Ramsar. terrestre |
| Gales Point                     | Belize               | 3 681 ha     | IV   | 1998     | terrestre              |
| Labouring Creek Jaguar Corridor | Cayo                 | 3 717 ha     | IV   | 2011     | terrestre              |
| Spanish Creek                   | Belize / Orange Walk | 2 422 ha     | IV   | 2002     | terrestre              |

## Réserves forestières

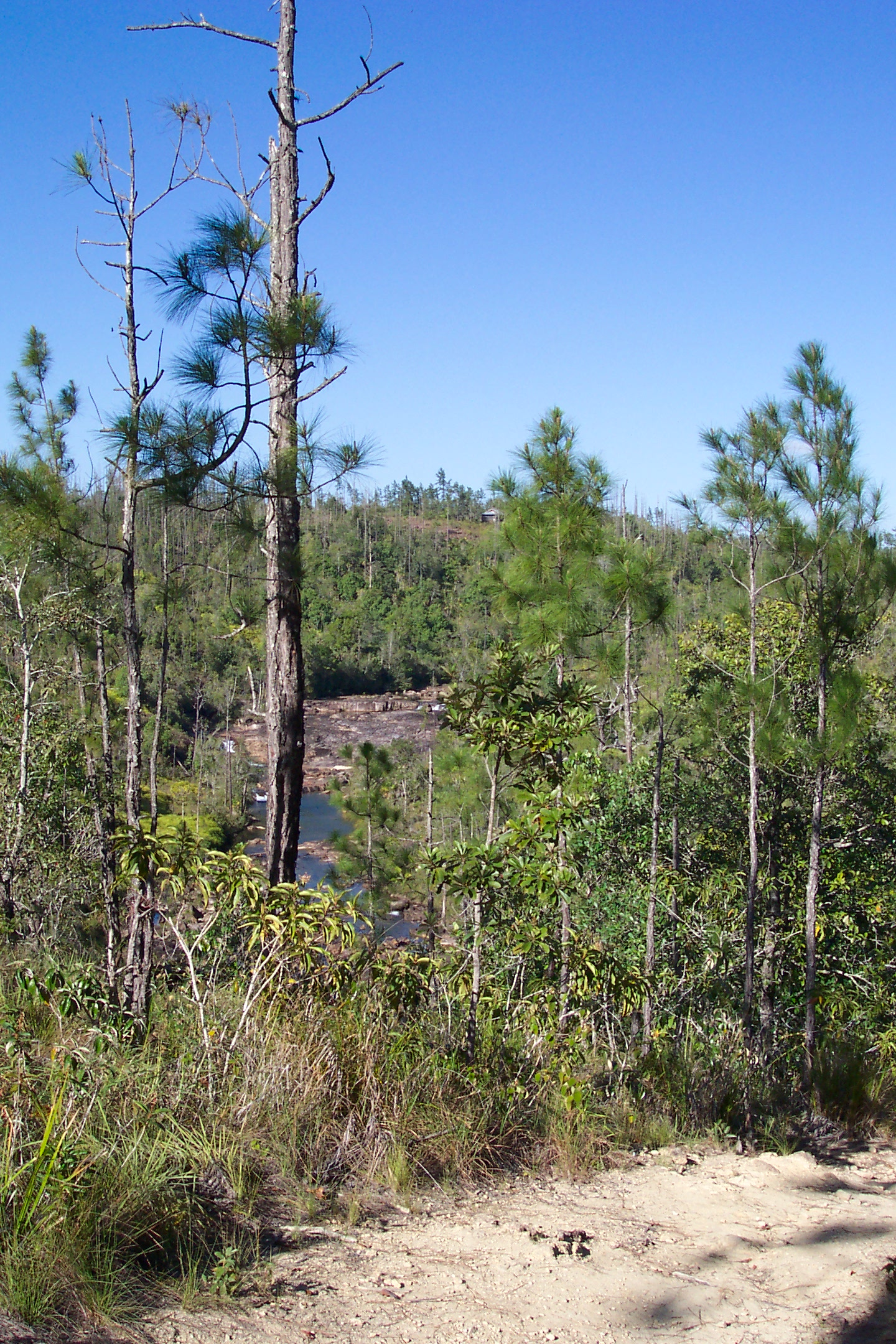
Mountain Pine Ridge.

Les réserves forestières, supervisées par le département des forêts, sont conçues pour l'exploitation durable du bois sans détruire la biodiversité du lieu. Elles sont publiées au Journal officiel en vertu de la loi sur les forêts de 1927, qui permet au département d'accorder des permis aux sociétés d'exploitation forestière après un examen approfondi. Il existe 16 réserves forestières d'une superficie totale de près de 380 000 hectares.
| Nom                      | District              | Surface (ha) | IUCN | Création | Notes                                    |
| ------------------------ | --------------------- | ------------ | ---- | -------- | ---------------------------------------- |
| Caye Caulker             | Belize                | 40 ha        | VI   | 1998     | [ 42 ]                                   |
| Caye Monkey              | Toledo                | 591 ha       | VI   | 1996     | [ 43 ]                                   |
| Chiquibul                | Cayo                  | 59 817 ha    | VI   | 1956     | [ 44 ]                                   |
| Columbia River           | Cayo / Toledo         | 60 038 ha    | VI   | 1954     | [ 45 ]                                   |
| Deep River               | Toledo                | 31 798 ha    | VI   | 1941     | [ 46 ]                                   |
| Fresh Water Creek        | Corozal / Orange Walk | 11 359 ha    | VI   | 1960     | [ 47 ]                                   |
| Grants Work              | Stann Creek           | 3 072 ha     | VI   | 1941     | [ 48 ]                                   |
| Machaca Creek            | Toledo                | 1 262 ha     | VI   | 1963     | [ 49 ]                                   |
| Manatee                  | Belize / Stann Creek  | 36 393 ha    | VI   | 1959     | [ 50 ]                                   |
| Mango Creek              | Toledo / Stann Creek  | 12 090 ha    | VI   | 1960     | réserve composée de plusieurs tènements, |
| Mountain Pine Ridge (en) | Cayo                  | 43 082 ha    | VI   | 1959     | [ 54 ]                                   |
| Monts Maya               | Stann Creek           | 16 892 ha    | VI   | 1977     | [ 54 ]                                   |
| Sibun                    | Cayo                  | 42 974 ha    | VI   | 1959     | [ 55 ]                                   |
| Sittee River             | Stann Creek           | 38 008 ha    | VI   | 1977     | [ 56 ]                                   |
| Swasey Bladen            | Toledo                | 6 070 ha     | VI   | 1960     | [ 57 ]                                   |
| Vaca                     | Cayo                  | 14 448 ha    | VI   | 1991     | [ 58 ]                                   |

## Réserves marines

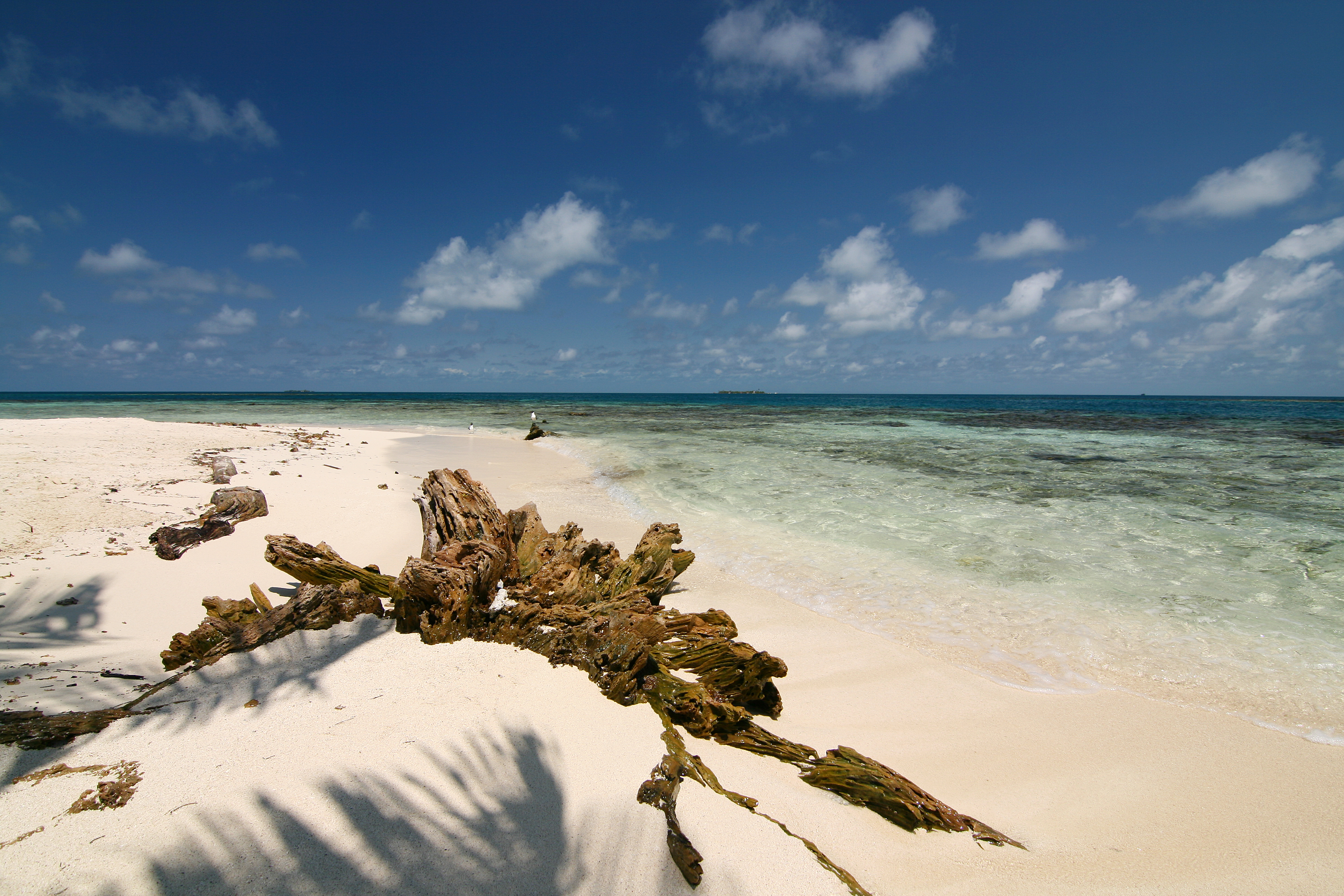
Caye Silk.

Les réserves marines sont conçues pour la conservation des écosystèmes aquatiques, y compris la faune marine et son environnement. La majorité de ces réserves contribuent à la conservation de la barrière de corail du Belize, qui offre un abri protecteur aux atolls vierges, aux prairies d'herbes marines et à la riche vie marine. La préservation du système de la barrière de corail a été reconnue d'intérêt mondial par la désignation collective de sept zones protégées, dont quatre des réserves marines suivantes, comme site du patrimoine mondial.
| Nom                        | District    | Surface (ha) | IUCN | Création | Notes  |
| -------------------------- | ----------- | ------------ | ---- | -------- | ------ |
| Atoll Turneffe             | Belize      | 136 900 ha   |      | 2012     | [ 61 ] |
| Bacalar Chico (en)         | Belize      | 6 391 ha     | IV   | 2001     | [ 62 ] |
| Caye Caulker               | Belize      | 3 913 ha     | VI   | 1998     | ,      |
| Gladden Spit et Silk Cayes | Stann Creek | 10 514 ha    | IV   | 2000     | [ 65 ] |
| Récif Glover               | Belize      | 86 653 ha    | IV   | 1993     | [ 66 ] |
| Hol Chan (en)              | Belize      | 1 444 ha     | II   | 2015     | [ 67 ] |
| Port Honduras (en)         | Toledo      | 40 470 ha    | IV   | 2000     | [ 68 ] |
| Cayes Sapodilla            | Toledo      | 15 618 ha    | IV   | 2020     | [ 69 ] |
| Caye South Water (en)      | Stann Creek | 47 702 ha    | IV   | 2022     | [ 70 ] |

## Réserves archéologiques

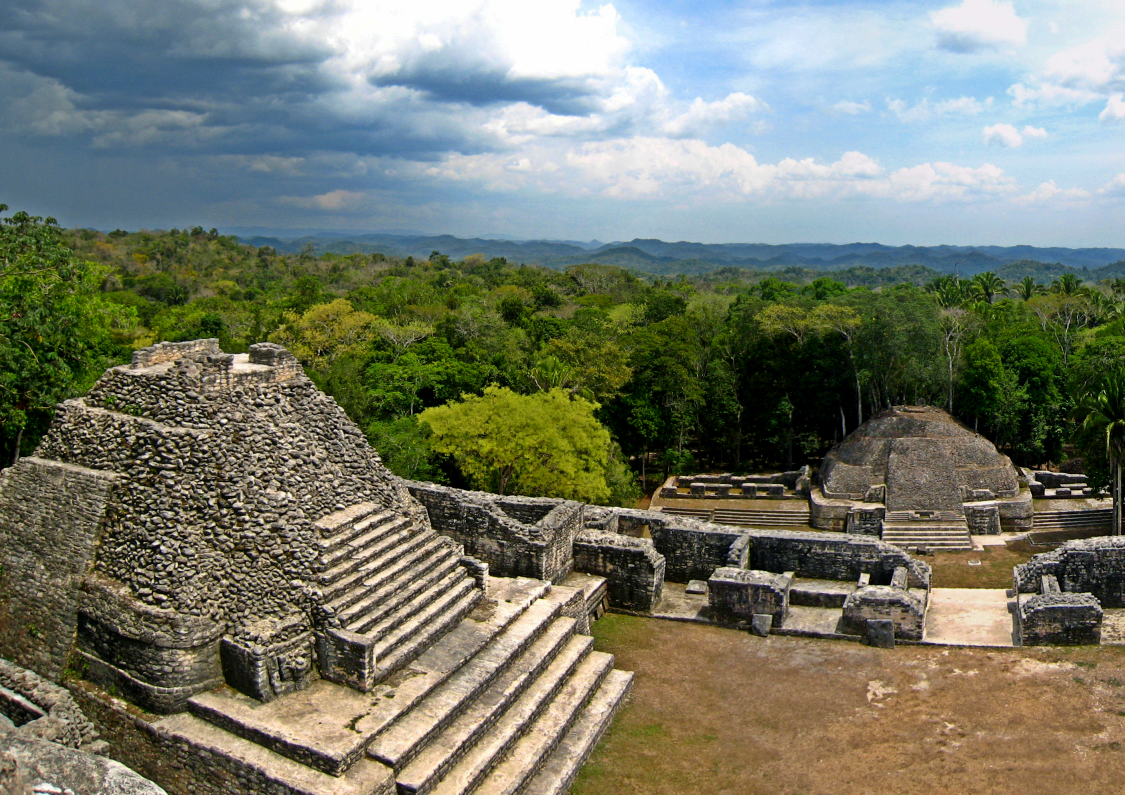
Caracol.

Avant l'arrivée des Européens en Amérique, le Belize se trouvait au cœur de la civilisation maya, et contient par conséquent certaines des ruines mayas les plus anciennes et les plus importantes. Les découvertes archéologiques à Caracol, à l'extrémité sud du pays, suggèrent qu'il constituait le centre des luttes politiques dans les basses terres mayas méridionales. Le complexe couvrait une superficie beaucoup plus grande que l'actuelle Belize City et accueillait plus de deux fois la population de la ville moderne. Par ailleurs, Lamanai, dans le nord, est connu pour être le site le plus longtemps occupé de façon ininterrompue en Mésoamérique, établi au début de l'ère préclassique et continuellement occupé jusqu'à la colonisation de la région et pendant celle-ci.
Alors que la majorité des réserves de cette catégorie sont liées à l'ère précoloniale, la sucrerie de Serpon et le cimetière de Yarborough, tous deux classés en 2009, ne datent que du XIXe siècle et sont décrits comme des réserves historiques.
Les 16 sites archéologiques du pays sont gérés par l'Institut d'archéologie, une branche de l'Institut national de culture et d'histoire (NICH), qui dépend du ministère de la Culture. Ce type de zone protégée est publié dans la loi sur les monuments anciens et les antiquités du 1er mai 1972. Toutes les réserves sont ouvertes au public.
| Nom                              | District    | Surface (ha) | IUCN | Création | Notes  |
| -------------------------------- | ----------- | ------------ | ---- | -------- | ------ |
| Altun Ha                         | Belize      | 38 ha        | VI   | 1995     | [ 76 ] |
| Cahal Pech                       | Cayo        | 9 ha         | VI   | 1995     | [ 77 ] |
| Caracol                          | Cayo        | 10 117 ha    | VI   | 1995     | [ 78 ] |
| Cerro Maya                       | Corozal     | 18 ha        | VI   | 1976     | [ 79 ] |
| Cimetière de la Caye St. Georges | Belize      |              | VI   | 2010     | [ 80 ] |
| Cimetière de Yarborough          | Belize      | 0,5 ha       | VI   | 2009     | [ 81 ] |
| El Pilar                         | Cayo        | 808 ha       | VI   | 1998     | [ 82 ] |
| Grotte de Barton Creek (en)      | Belize      | 2 ha         | VI   | 2009     | [ 83 ] |
| Lamanai                          | Orange Walk | 388 ha       | VI   | 1985     | [ 84 ] |
| Lubaantun                        | Toledo      | 16 ha        | VI   | 2009     | [ 85 ] |
| Marco Gonzalez (en)              | Belize      | 3 ha         | VI   | 2010     | [ 86 ] |
| Nim Li Punit                     | Toledo      | 49 ha        | VI   | 1995     | [ 87 ] |
| Nohoch Cheʼen (en)               | Cayo        | 184 ha       | VI   | 2009     | [ 88 ] |
| Santa Rita (en)                  | Corozal     | 2 ha         | VI   | 1995     | [ 89 ] |
| Sucrerie de Serpon               | Stann Creek | 13 ha        | VI   | 2009     | ,      |
| Xunantunich                      | Cayo        | 21 ha        | VI   | 1995     | [ 92 ] |